# Ferruccio Cerio
Ferruccio Cerio (eigentlich Francesco Cerio, * 26. September 1901 in Savona; † 29. April 1963 ebenda) war ein italienischer Filmregisseur und Drehbuchautor.

## Leben
Cerio schloss in Medizin und Chirurgie ab, ergriff aber den ihm von seiner Familie zugedachten Beruf nicht, sondern widmete sich der Theaterdramaturgie, dem Radio und dem Filmgeschehen. So entstanden in Zusammenarbeit mit Alessandro Di Stefani einige Dramen (u. a. Consiglio di guerra) und Komödien (z. B. Sinfonia di ognuno oder Frate mare), die im Radio gesendet wurden. Für die Leinwand wirkte er seit 1935 an einigen Drehbüchern von minderem Interesse mit und debütierte 1941 als Regisseur mit Il cavaliere senza nome. 1944 schloss er sich dem Kino der Republik von Salò an, für das er zwei Filme fertigte.
Seine Arbeit nach dem Zweiten Weltkrieg war geprägt von reiner Routine. Der 1947 gedrehte El alarido (nach seinem Radiodrama L'urlo) entstand in Spanien, da er zunächst in Italien keine Arbeit erhalten konnte. Seit 1955 war er auch für das kurz zuvor gegründete Fernsehen tätig.

## Filmografie (Auswahl)
- 1941: Il cavaliere senza nome
- 1952: Die Frau, die die Liebe erfand (La donna che invento l'amore)
- 1953: Die Plünderung Roms (Il sacco di Roma)